# Alexandra Coletti
Pour les articles homonymes, voir Coletti.
Alexandra Coletti, née le 8 août 1983 à La Colle-sur-Loup, dans les Alpes-Maritimes (France), est une skieuse alpine monégasque, spécialiste des épreuves de vitesse.

## Biographie
Son frère Stefano est un pilote d'Indycar.
Elle découvre le ski en Italie à Limone, dans le Piémont et passe son enfance à Monaco.
Membre du club de ski de Monte Carlo, Coletti prend part à ses premières courses FIS lors de l'hiver 1998-1999. Elle entre dans la Coupe d'Europe l'année suivante avec l'équipe nationale italienne. En février 2001, elle participe à sa première manche de Coupe du monde à l'occasion de la descente de Lenzerheide. Elle marque ses premiers points en décembre 2003 en terminant 22e de la descente de Lake Louise. Aux Championnats du monde junior, elle obtient son meilleur résultat en 2003 à Puy-Saint-Vincent avec une quatrième place en super G.
Elle représente Monaco à partir de 2005.
Elle obtient son meilleur résultat en Coupe du monde en décembre 2006, en terminant quinzième de la descente de Val d'Isère. Elle marque des points jusque lors de la saison 2017-2018.
Dans la Coupe d'Europe, elle monte sur deux podiums en descente en 2005 à Sarntal et 2016 à Altenmarkt.
Elle participe à quatre éditions des Jeux olympiques entre 2006 et 2018 et est porte-drapeau en 2010, à Vancouver, où elle signe son meilleur résultat avec une 19e place au super combiné et termine 24e en descente et 25e en super G. En 2014 à Sotchi, elle sort du tracé en super combiné et chute sur la descente, ce qui lui cause une fracture du pied.
Elle a pris part à toutes les éditions des Championnats du monde entre 2007 et 2019 (année de sa retraite sportive), enregistrant son meilleur résultat en 2015 à Beaver Creek, avec une 21e place sur la descente. Elle a notamment aussi terminé 23e du super G en 2007 à Åre et 22e du super-combiné en 2011 à Garmisch-Partenkirchen.

## Palmarès

### Jeux olympiques d'hiver
| Épreuve / Édition | Turin 2006 | Vancouver 2010 | Sotchi 2014 | Pyeongchang 2018 |
| Descente          | 31e        | 24e            | Abandon     | 27e              |
| Super G           | 41e        | 25e            | -           | 30e              |
| Slalom géant      | Abandon    | Abandon        | -           | -                |
| Slalom            | 33e        | -              | -           | -                |
| (Super) Combiné   | Abandon    | 19e            | Abandon     | non-partante     |

### Championnats du monde
| Épreuve / Édition | Åre 2007 | Val d'Isère 2009 | Garmisch Partenkirchen 2011 | Schaldming 2013 | Beaver Creek 2015 | Saint-Moritz 2017 | Åre 2019 |
| Descente          | 25e      | Abandon          | 24e                         | 29e             | 21e               | 28e               |          |
| Super G           | 23e      | Abandon          | 30e                         | Abandon         | Abandon           | Abandon           | Abandon  |
| Slalom géant      | Abandon  | -                | -                           | -               | -                 |                   |          |
| Combiné           | -        | Abandon          | 22e                         | Abandon         | Abandon           | Abandon           |          |

### Coupe du monde
- Meilleur classement général : 86e en 2007.
- Meilleur résultat : 15e.

#### Classements en Coupe du monde
| Année     | Classement général final | Classement en descente | Classement en super G | Classement en combiné |
| 2003-2004 | 96e                      | 47e                    | 43e                   |                       |
| 2005-2006 | 112e                     | 54e                    |                       |                       |
| 2006-2007 | 86e                      | 34e                    | 45e                   |                       |
| 2010-2011 | 127e                     |                        |                       | 44e                   |
| 2011-2012 | 107e                     | 46e                    | 49e                   |                       |
| 2014-2015 | 120e                     | 45e                    |                       |                       |
| 2015-2016 | 105e                     | 41e                    |                       |                       |
| 2016-2017 | 114e                     | 46e                    |                       |                       |
| 2017-2018 | 128e                     | 47e                    |                       |                       |

### Coupe d'Europe
- 2 podiums.